# Charmont-sur-Marne
Charmont-sur-Marne est une ancienne commune de l'Aisne. Elle se situait dans le canton de Château-Thierry dans l'arrondissement de Château-Thierry. Elle a existé de 1974 à 1978.

## Toponymie
Ce néo-toponyme est composé des premières syllabes des deux noms des communes Chartèves et de Mont-Saint-Père qui a donné Charmont-sur-Marne. Ce toponyme existant en plusieurs exemplaires, on l’a accompagné ici de l'hydronyme de la Marne qui borde les deux communes et qui donne son nom au département voisin.

## Histoire
Elle a été créée le 1er octobre 1974 par un arrêté préfectoral du 6 septembre 1974. Elle est née de la fusion des communes de Chartèves et de Mont-Saint-Père, où elles ont le statut de commune associée car Chartèves est rattaché à Mont-Saint-Père. Mais un arrêté préfectoral du 10 novembre 1977 décide de la scission de la commune pour revenir aux deux communes constituantes. Cet arrêté a pris effet le 1er janvier 1978, mais la commune de Mont-Saint-Père conserva le nom de Charmont-sur-Marne jusqu'à un arrêté du 11 juin 1979 où Mont-Saint-Père récupéra son nom d'avant 1974. L'arrêté pris effet le 15 juin 1979.

## Démographie
| 1974 | 1975 |
| ---- | ---- |
| 617  | 600  |